# Émile Isenbart
Émile Isenbart, né à Besançon le 3 mars 1846 et mort dans cette même ville le 21 mars 1921, est un peintre français.

## Biographie
Émile Isenbart s'intéresse à la peinture dès sa jeunesse. Après des études au collège Saint-françois Xavier à Besançon, il devient élève d'Antonin Fanart. En 1900, il obtient la médaille de bronze au Salon des artistes français. Il est élu à l'académie de Besançon en 1883 et reçoit les insignes de chevalier de la Légion d’honneur en 1897.
Une rue de Besançon porte son nom.

## Collections publiques
- Besançon, musée Courbet :
  - Source du Lançot à Consolation ;

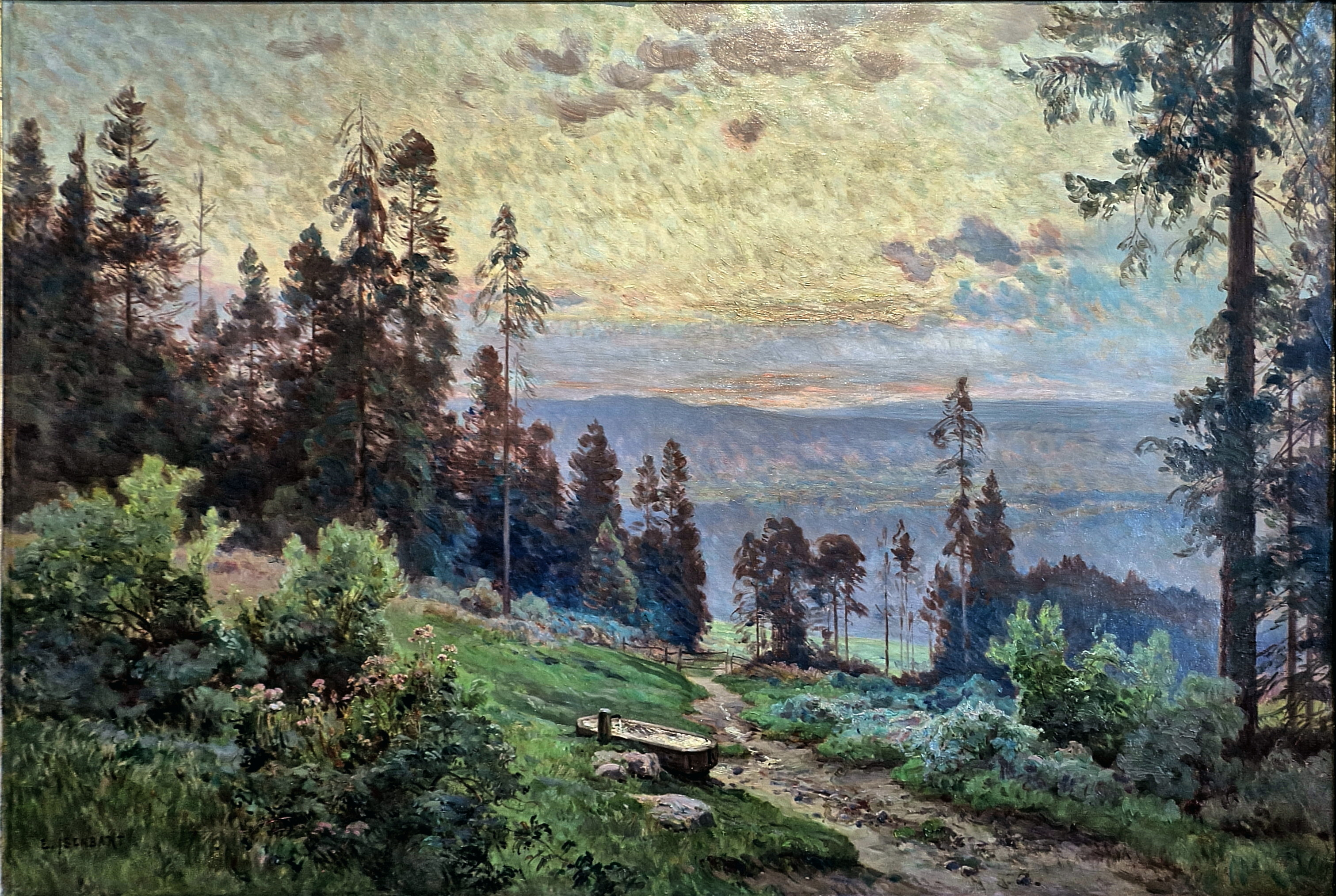
Le Soir à Plaimbois-Vennes, Besançon, musée Courbet.

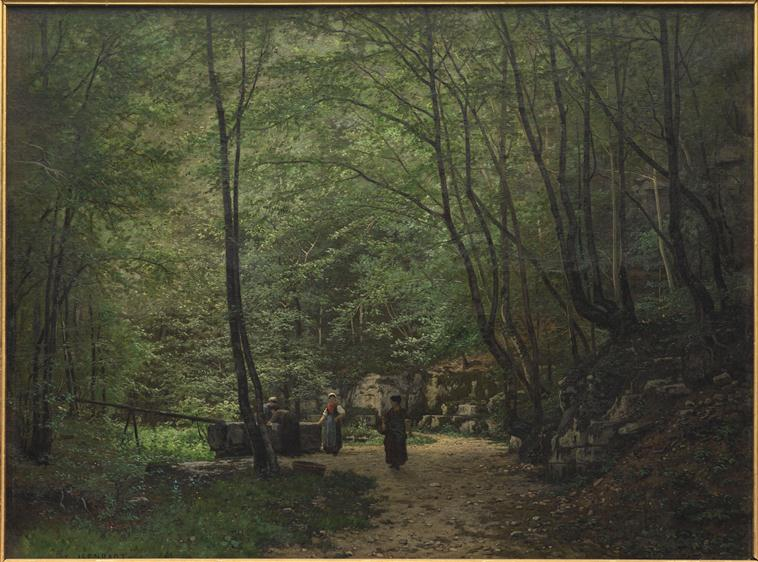
Vue d'Arcier près de Besançon, 1874, Chantilly, musée Condé.

  - La Rêverotte près de Gigot, huile sur toile[2] ;
  - Le Soir à Plaimbois-Vennes, huile sur toile[3].
- Chantilly, musée Condé :
  - Chasseur dans un sous-bois dans le Jura, 1874, huile sur toile[4] ;
  - Vue d'Arcier près de Besançon, 1874, huile sur toile[5].
- Cosne-Cours-sur-Loire, musée de la Loire : Les Bords du Doubs, huile sur bois[6].
- Dijon, musée des Beaux-Arts : Vallon dans les montagnes du Doubs, huile sur toile[7].
- Dole, Musée des Beaux-Arts : Vue de Dole, huile sur toile[8].
- Le Havre, musée d'Art moderne André-Malraux : Le Soir, huile sur toile[9].
- Le Mans, musée de Tessé : Chemin dans une forêt de sapin, 1871, huile sur toile[10].
- Louviers, Musée de Louviers : Le Matin au bord du Doubs, 1891, huile sur toile.
- Mâcon, musée des Ursulines : Paysage du Doubs, le Val noir, huile sur toile[11].
- Paris, musée du Louvre : Perspective de prairies avec des collines à l'horizon, 1888, photogravure[12].
- Rennes, musée des Beaux-Arts : Les Bords du Doubs, huile sur toile[13].
- Rouen, musée des Beaux-Arts : Le Ruisseau du Val-Noir (Doubs), avant 1888, huile sur toile[14].
- Troyes, musée des Beaux-Arts : Le Soir au bord de l'Odet, huile sur toile[15].